# Langmuir-Schicht (Glühlampe)
Die Langmuir-Schicht bezeichnet einen Bereich um den Glühdraht oder die Glühwendel, in dem praktisch keine Konvektion (Strömung) des Füllgases stattfindet. Ihre Entdeckung geht auf Beobachtungen von Irving Langmuir bei General Electric im Jahr 1912 zurück und war eine wichtige Erkenntnis zur Reduzierung des Energieverlusts durch Wärmeableitung. Durch Wendelung des Glühdrahtes und Einführung eines Inertgases konnten die Lichtausbeute und die Lebensdauer der Glühlampe gesteigert werden.

## Hintergrund der Forschung von Irving Langmuir

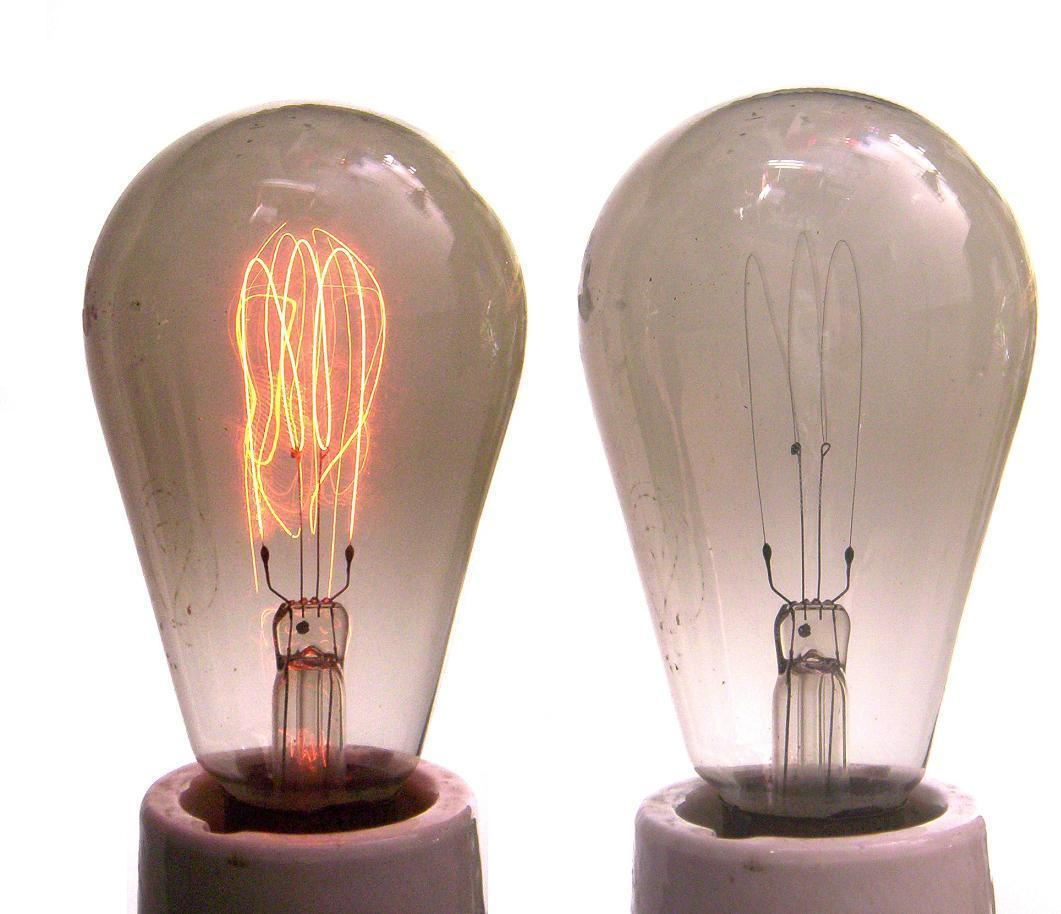
Kohlefadenlampe mit langem Glühfaden und Schwärzung der Innenseite des Glaskolbens.

In einer Glühlampe sendet ein von Strom durchflossener Wolfram-Glühdraht Licht aus. Moderne Lampen, die mit Netzspannung von 230 V betrieben werden, haben typischerweise einen sehr langen, dünnen Glühdraht – feiner als ein menschliches Haar und mit einer Länge von etwa 1150 mm. In den ersten Glühlampen war der Glühdraht lose aufgehängt oder im Zickzackmuster gespannt.
Um eine Oxidation des Drahts durch Sauerstoff zu vermeiden, befand sich bei den ersten Glühlampen innerhalb des Glaskolbens ein Vakuum. Der Unterdruck hat jedoch den Nachteil, dass Wolframatome des Drahtes ungehindert verdampfen und sich auf der Innenseite des Glaskolbens als dunkler Belag niederschlagen. Die Lichtdurchlässigkeit des Glases reduziert sich. Gleichzeitig brennt der Draht durch den Materialabtrag schnell durch und begrenzt die Lebensdauer der Lampe, insbesondere bei höherer Strahlungsleistung.
Langmuirs Aufgabe war anfangs, die Ursache der Bildung des dunklen Belags zu studieren und mögliche Einflussgrößen hierfür zu finden. Daraufhin experimentierte er mit zahlreichen ihm zur Verfügung stehenden Füllgasen unter Variation des Fülldrucks. Er fand heraus, dass insbesondere Spuren von Wasser im Restgas die Belagbildung deutlich erhöhen. Durch die Hitze wird das Wasser in der Nähe des Glühdrahtes in Sauerstoff und Wasserstoff aufgespalten. Das Wolfram reagiert mit dem Sauerstoff. Die entstehenden Moleküle werden nach außen beschleunigt und lagern sich als dünne Wolframoxidschicht auf der kälteren Innenseite des Glaskolbens ab. Der freie Wasserstoff reduziert das Oxid zu dunkel erscheinendem, metallischem Wolfram, wobei wiederum Wasser entsteht, das für eine erneute Reaktion am Glühdraht zur Verfügung steht. Selbst bei gutem Vakuum ließ sich der Effekt nur leicht reduzieren, aber nicht verhindern.
Andererseits ergab sich bei den Experimenten Langmuirs, dass sich die Verdampfung des Wolframs am Glühdraht deutlich reduziert, wenn der Glaskolben mit Stickstoff gefüllt ist. Dieses Inertgas selbst reagiert nicht mit dem Wolfram. Vielmehr stoßen viele der vom Glühdraht abgegebenen Wolframatome mit den Gasatomen zusammen und werden zum Draht reflektiert. Die Lebensdauer der Glühlampe erhöht sich. Andererseits leitet die Gasfüllung im Gegensatz zum Vakuum deutlich Wärme ab. Um den Glühfaden auf die gleiche Helligkeit wie im Vakuum zu bringen, ist eine deutlich höhere Energiezufuhr notwendig. Der Wirkungsgrad der Glühlampe ist reduziert. Anders als im Vakuum lässt sich dieser Effekt durch die Anordnung des Glühdrahtes in der Lampe beeinflussen.

## Die Langmuir-Schicht

Schematische Darstellung der Langmuir-Schicht (rot). Die Länge des Drahtes in den Bildausschnitten erhöht sich deutlich stärker als die Oberfläche der Langmuirschicht.

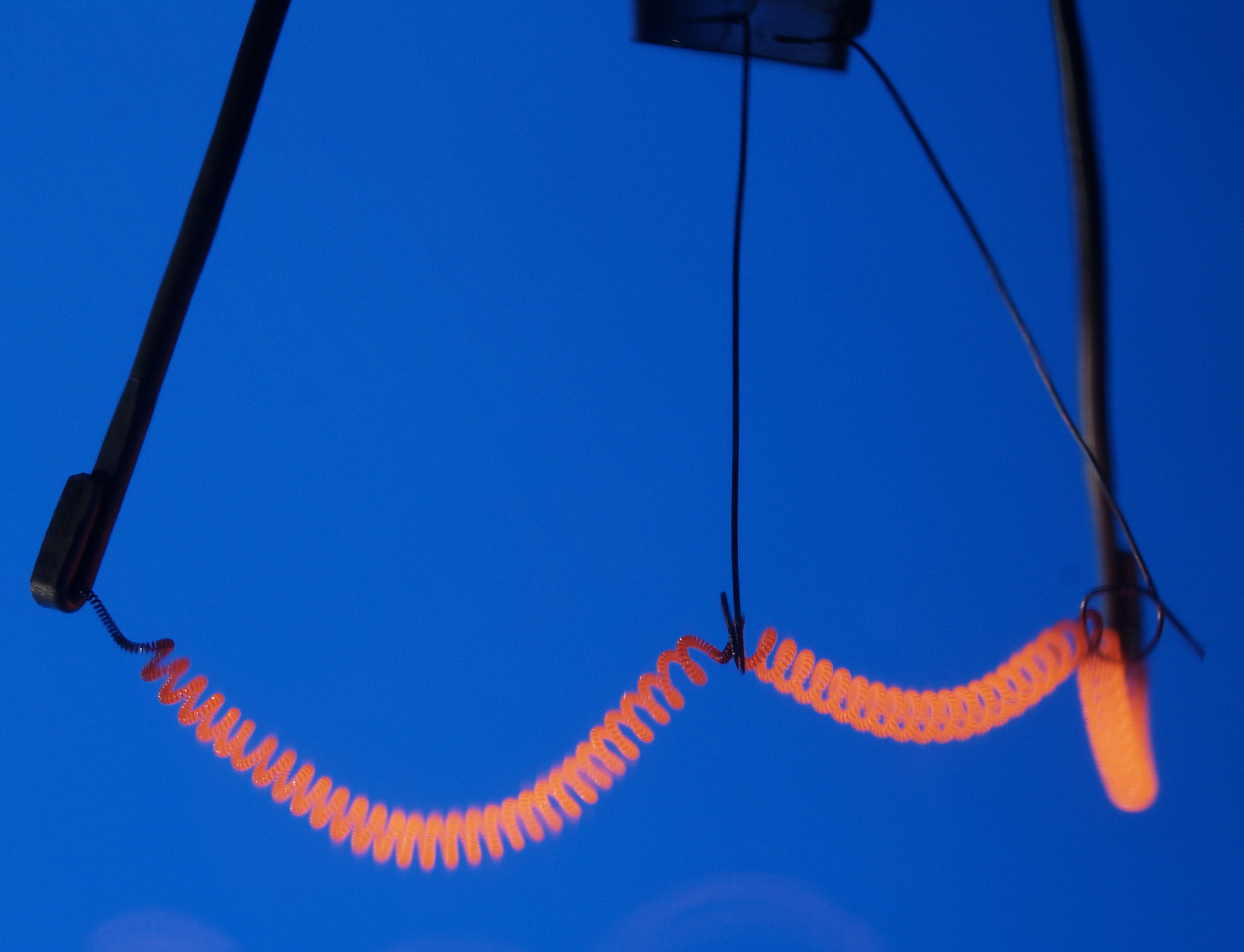
Glühwendel als Doppelwendel bei reduzierter Spannung. Die höheren Wärmeverluste im Bereich des Haltedrahtes (Einfachwendel) führen zu einem geringeren Leuchten.

Der Glühdraht gibt Wärme an die ihn umgebende Gasschicht ab. Diese Schicht wiederum erhitzt die nächste Schicht. Auf diese Weise wird die Wärme immer weiter nach außen geleitet.
Mit Erhöhung der Temperatur steigt die Viskosität des Gases an. Der Viskositätseffekt bei Gasen entsteht durch den zunehmenden Impulsaustausch zwischen den Gasteilchen aufgrund erhöhter Molekularbewegung. Bei den am Glühdraht vorherrschenden hohen Temperaturen kann von einer in erster Näherung statischen Gasschicht von 1–2 mm Dicke ausgegangen werden, die sich in Form einer zylindrischen Hülle um den Glühdraht legt. Diese Hülle wird nach ihrem Entdecker Langmuir-Schicht genannt.
Innerhalb der Langmuir-Schicht findet wegen der hohen Viskosität des Gases keine Wärmeübertragung durch Konvektion (Strömung) statt. Dadurch wird die Wärmeleitung – neben der dominanten, aber unvermeidlichen Wärmestrahlung – zum Mechanismus, über den der Glühdraht Wärme an das die Langmuir-Schicht umgebende Füllgas abgibt. Der Wärmeverlust {\displaystyle W} kann vereinfacht durch folgende Formel angenähert werden:
{\displaystyle W\approx c\cdot l\cdot {\sqrt[{3}]{\frac {r}{R}}}}
wobei {\displaystyle c} eine Konstante, {\displaystyle l} die Länge des Drahts, {\displaystyle r} die Dicke des Drahts und {\displaystyle R} die Dicke der Langmuir-Schicht darstellt.
Um den Wärmeverlust gering zu halten, muss folglich die Oberfläche der zylinderförmigen Hülle möglichst klein werden und damit vor allem ihre Länge möglichst gering sein. Ist der Leuchtdraht – wie bis dahin üblich – lang und dünn, so wird über dessen gesamten Länge die Wärme nach außen abgeführt. Die Dicke des Leuchtdrahtes hat hingegen einen deutlich geringeren Einfluss auf die Größe der Langmuir-Schicht. Ersetzt man den Glühdraht durch eine feine, spiralförmige Glühwendel, so überlagern sich die Langmuir-Schichten der einzelnen Drähte und für die gesamte Anordnung der Drähte kann vereinfacht ein Zylinder mit dem Außendurchmesser der Spirale angenommen werden. Auf diese Weise können große Fadenlängen bei niedrigem Wärmeverlust realisiert werden.
Zur Verstärkung des Effektes wird, insbesondere bei Glühlampen mit höherer Betriebsspannung, wie bei Betrieb an Netzspannung mit 230 V, der Glühfaden in Form einer Doppelwendel ausgebildet. Der Übergang von einer Wolfram-Einfachwendel auf eine Doppelwendel ergibt einen Gewinn der Lichtausbeute um 20 % und wurde ab 1932 umgesetzt. Durch Verwendung von Krypton statt Argon als Füllgas kann der Wärmeleitungsverlust durch die höhere Atommasse weiter reduziert werden, so dass sich zusätzlich 7 % mehr Lichtausbeute bei gleicher Lebensdauer realisieren lassen.

## Einfluss auf die Glühlampenherstellung
Langmuir reichte am 19. April 1913 in Amerika ein Patent mit dem Titel Incandescent electric lamp (elektrische Glühlampe) ein, das am 18. April 1916 unter der Patentnummer 1180159 erteilt wurde. Es beinhaltet Glühlampen mit Wolframwendel, die mit einem Gas gefüllt sind, das eine relativ schlechte Wärmeleitfähigkeit besitzt.
Die ersten Wolframlampen mit einer Gasfüllung aus Stickstoff mit annähernd Atmosphärendruck kamen 1913 als 1000-W- und 750-W-Varianten auf den Markt. Zur Unterscheidung von den Vakuumlampen erhielten sie in Amerika die Bezeichnung Mazda C. Weitere Varianten mit einer Leistung bis hinunter zu 200 W folgten 1914. Ab etwa 1918 wurde ein Teil der Gasfüllung durch Argon ersetzt und auch kleinere Lampen mit einer Leistung ab 40–50 W als gasgefüllte Lampen angeboten.
Die Steigerung der Effizienz der Glühlampen war entscheidend von der Leistung abhängig. Während sich für die gasgefüllten Hochleistungslampen bei einer Lebensdauer von etwa 1000 h die Lichtausbeute mit etwa 20 lm/W (Lumen pro Watt) gegenüber einer Vakuumlampe etwa verdoppelte, ließ sich bei einer 100-W-Lampe 1917 nur eine Steigerung von bis dahin etwa 10 lm/W auf 12,5 lm/W realisieren.
Ein Problem der damaligen Zeit war das Durchhängen des Wolframdrahtes während des Betriebs. Dieses begrenzte den minimalen Abstand zwischen den Wicklungen der Wendel. Erst als 1917 – ebenfalls von einem Mitarbeiter von General Electric – eine neue Legierung für den Draht entwickelt war, verhinderte eine veränderte Kristallstruktur im Metall eine gegenseitige Verschiebung innerhalb des Materials und sorgte somit für Stabilität. Diese Entdeckung ermöglichte erst die Entwicklung einer langzeitstabilen Doppelwendel im Jahre 1926. Ab 1936 konnten Standardglühlampen serienmäßig mit Doppelwendel hergestellt werden. Durch diese Umstellung von einer Einfachwendel auf eine Doppelwendel konnte die Temperatur des Drahtes bei gleicher Lebensdauer erhöht werden. Die Lichtausbeute steigerte sich bei einer 60-W-Lampe von 12,5 lm/W auf 13,8 lm/W, die einer 100-W-Lampe von 15,3 lm/W auf 16,0 lm/W.